# Enns
Enns ist eine Stadt mit 12.184 Einwohnern (Stand 1. Jänner 2025) im Bezirk Linz-Land in Oberösterreich. Sie liegt an der Donau und am Fluss Enns, der hier die Grenze zu Niederösterreich bildet.

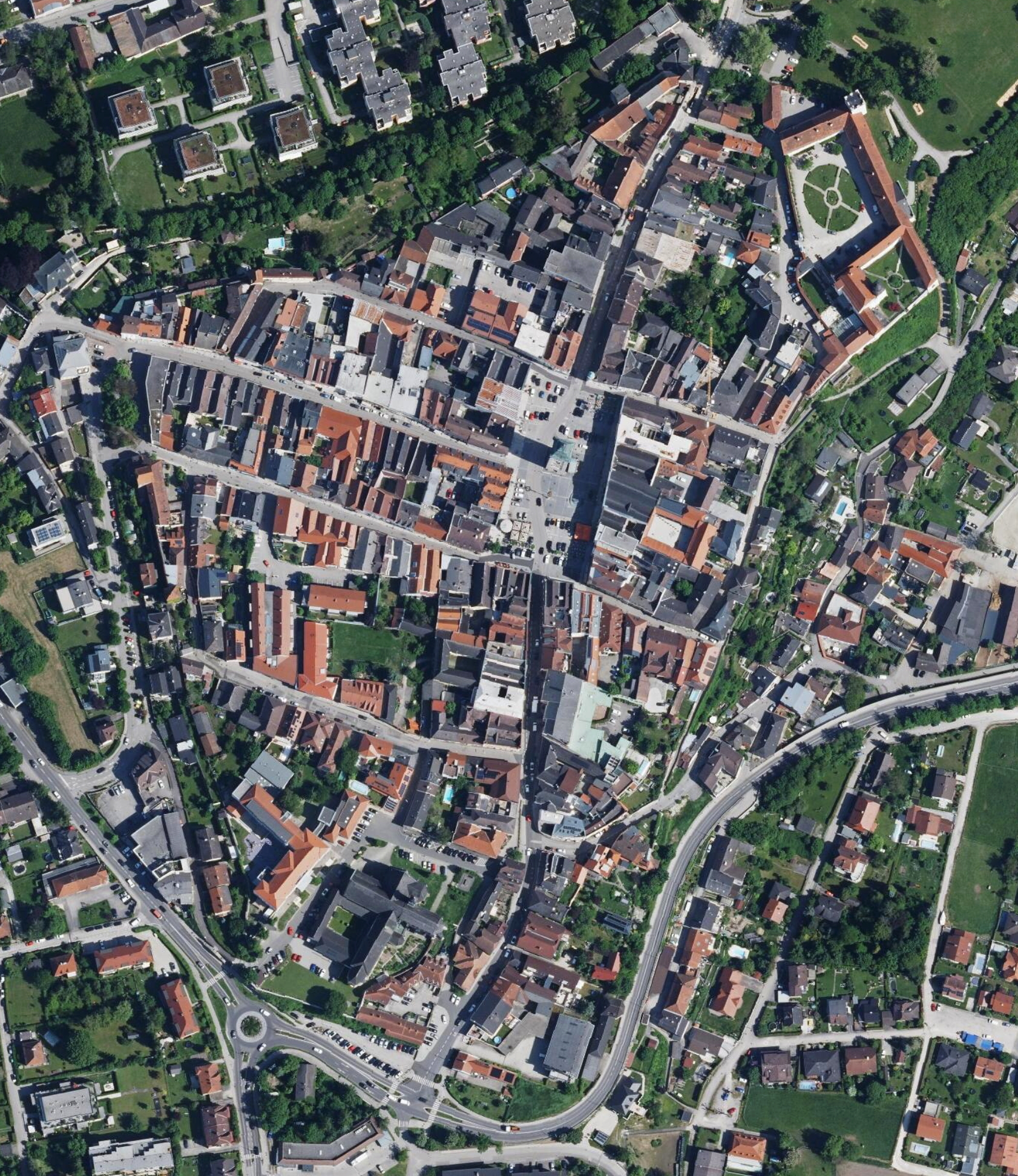
Luftbild der Altstadt (2023)

Die Stadt bezeichnet sich als älteste Stadt Österreichs, was jedoch umstritten ist. Die Stadtrechtsurkunde aus dem Jahr 1212 ist auf jeden Fall die älteste im Original erhaltene Urkunde und kann im Ennser Museum besichtigt werden. Enns ist die Nachfolgestadt von Lauriacum, das 212 zur Stadt erhoben wurde. Außerdem war Enns die erste Cittàslow-Stadt Österreichs. Wahrzeichen der Stadt ist der 60 m hohe Stadtturm.

## Etymologie
Der Name der Enns leitet sich vom keltischen Ani her. Das älteste keltische Wort für Wasser ist ISA. Im Laufe der Jahrhunderte ist die an die Flussnamen angehängte Silbe ISA (Wasser), immer mehr verkürzt worden, bis letztlich nur mehr das Suffix-S verblieb. Ein gutes Beispiel dafür ist die Enns, deren Name sich aus En-Isa oder Anisa entwickelt hat, worin sich der alte Name der Stadt Enns „Anisaburg“ widerspiegelt. Das keltische Wort OENUS/AINOS „fließendes Wasser“ ist bei dieser Namensherleitung auch von Bedeutung. Die Römer hatten daraus den lateinischen Namen Anisus gemacht. Im 9. Jahrhundert wurde der Fluss Anesis bzw. Enisa genannt, woraus sich später der Name Enns entwickelte.

## Geografie
Enns liegt auf ca. 240–300 m Höhe im oberösterreichischen Zentralraum. Die Gemeinde erstreckt sich vom linken (nördlichen) Ufer der Donau gegenüber von Mauthausen linksufrig die unterste Enns hinauf. Die nördlichen Gemeindeteile gehören zum weitgehend flachen Linzer Feld, die südöstlichen zum Unteren Ennstal, die südwestlichen zur Traun-Enns-Platte. Weiteres Hauptgewässer ist der unterste Kristeiner Bach, und sein Nebenbach, der Stallbach (Moosbachl, Bleicherbach oder Lorcherbach).
Die Ausdehnung der Gemeinde beträgt von Nord nach Süd 7,5 km, von West nach Ost 8,6 km. Die Gesamtfläche beträgt 34,3 km². 12,8 % der Fläche sind bewaldet, 64,1 % landwirtschaftlich genutzt.

### Gemeindegliederung
Das Gemeindegebiet umfasst folgende 14 Ortschaften (in Klammern Einwohnerzahl Stand 1. Jänner 2025):
- Einsiedl (95)
- Enghagen (7)
- Enghagen am Tabor (0)
- Enns (10.050, Hauptort der Stadtgemeinde)
- Ental (47)
- Erlengraben (15)
- Hiesendorf (686)
- Kottingrat (57)
- Kristein (852)
- Kronau (0)
- Lorch (194)
- Moos (3)
- Rabenberg (19)
- Volkersdorf (159)

Die Gemeinde besteht aus den Katastralgemeinden Enns, Hiesendorf, Kristein, Lorch, Moos und Volkersdorf.
Zählsprengel sind Enns-Zentrum-Nord, -Zentrum-Süd, -Süd, -West, -Nord für die Stadt und die direkteren Randlagen, Kristein für den zweiten größeren Ort der Gemeinde, Wohnanlage Severinusstr[aße] für die Hauptsiedlungslage von Lorch, sowie Enns-Umgebung-Nord für die weiteren Orte im Linzerfeld und Enns-Umgebung-Süd für die Orte im Süden an der Enns und am Moosbachl.
Die Gemeinde liegt im Gerichtsbezirk Steyr.

### Nachbargemeinden
| Asten       | Langenstein Bezirk Perg                     | Mauthausen (Bezirk Perg)            |
| St. Florian | Kompassrose, die auf Nachbargemeinden zeigt | Ennsdorf (Bezirk Amstetten, NÖ)     |
| Hargelsberg | Kronstorf                                   | St. Valentin (Bezirk Amstetten, NÖ) |

## Geschichte

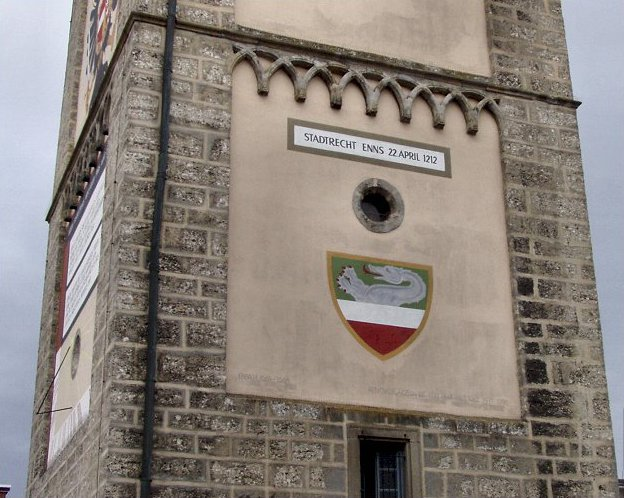
Stadtturm von Enns mit Wappen und Datum der Stadterhebung

### Frühgeschichte und Entwicklung der Stadt
Erste Siedlungen im Mündungsgebiet der Enns finden sich vor etwa 4000 Jahren. Um 400 v. Chr. besiedelten Kelten das Land. Deren Königreich Noricum wurde 15 n. Chr. dem Römischen Reich angegliedert und im Jahr 45 zur römischen Provinz Noricum erhoben. Vor 205 errichteten die Römer nördlich des heutigen Stadtzentrums, nahe der Donau, die die Reichsgrenze bildete und gegen germanische Stämme verteidigt werden musste, für die zweite Italische Legíon das Militärlager Lauriacum mit bis zu 6400 Soldaten. Lauriacum erhielt 212 von Kaiser Caracalla das Stadtrecht; damals lebten hier mit der südwestlich des befestigten Lagers gelegenen Zivilstadt etwa 30.000 Menschen.
Während einer Christenverfolgung zur Zeit Kaiser Diokletians erlitt, nach der Überlieferung, der Heilige Florian am 4. Mai 304 den Märtyrertod durch Ertränken in der Enns. Um das Jahr 370 wurde auf den Resten römischer Vorgängerbauten eine frühchristliche Basilika erbaut (1344 entstand über dem Fundament der alten Kirche die jetzige Basilika St. Laurentius von Lorch).
In der Zeit der Bedrohung Lauriacums durch die Germanen war der spätere Heilige Severin von Noricum unter anderem hier tätig. 488 zogen sich die römische Verwaltung und viele römische Siedler nach Italien zurück; auch der Bischofssitz wurde aufgegeben. Reste der romanischen Besiedlung blieben aber erhalten, als sich ab 530 Baiern hier ansiedelten. Um 700 wurde der Grenzort von den Awaren verwüstet, später aber vom bayerischen Herzog Tassilo III. wieder unter seine Herrschaft gebracht. Karl der Große nützte Lorch als strategischen Stützpunkt für seine siegreichen Awarenkriege.
War in der Römerzeit der Feind aus dem Norden zu erwarten gewesen, so drohte der Angriff nun aus dem Osten. Daher wurde um 900 auf dem Georgenberg, nahe dem heutigen Stadtzentrum, die Enisiburg (‚Ennsburg‘) zum Schutz gegen die Einfälle der Ungarn errichtet und 976 dem Hochstift Passau übergeben. Aus ihr ging später das Schloss Ennsegg hervor. Die umgebende Siedlung erlebte ab dem 12. Jahrhundert einen Aufschwung, als Graf Otakar II. einen Markt errichtete; das einstige römische Lorch war nun nur mehr ein Dorf.
Auf dem Georgenberg kam es 1186 zur Unterzeichnung der Georgenberger Handfeste, eines Erbfolgevertrages zwischen Otakar IV. (Ottokar IV.) von Steyr (seit 1180 Herzog), der keine männlichen Erben hatte, und dem Babenbergerherzog Leopold V. von Österreich. Nach dem Tod Otakars im Jahr 1192 fiel die Steiermark, die damals viel größer war als das heutige Bundesland und von der Save im heutigen Slowenien bis an die Donau reichte, an die Babenberger.
Mit der Verleihung des Stadtrechts durch Leopold VI. im Jahr 1212 wurde Enns zur Stadt und zählt damit zu den ältesten Städten Österreichs. Die Stadtrechtsurkunde aus dem Jahr 1212 kann im Ennser Museum besichtigt werden.
Nach dem Tod des letzten männlichen Babenbergers, Friedrich des Streitbaren, wurde im Frieden von Ofen 1254 – neben der Grafschaft Pitten – auch der Traungau und mit ihm die Stadt Enns von der Steiermark getrennt, ins Herzogtum Österreich einbezogen und damit zur Keimzelle für die Teilung Österreichs in die beiden späteren Erzherzogtümer Oberösterreich und Niederösterreich. 1319 wurde die wichtige Zollstation für den Salzhandel nach Reintal verlegt, 1340 dann nach Enghagen, wo vermutlich schon die römische Donauflotte gelegen hatte.
Im Rahmen der von Herzog Albrecht V. 1420/21 angeordneten „Wiener Geserah“ wurde die jüdische Gemeinde in Enns sowie weiteren landesfürstlichen Orten des damaligen Österreich vernichtet. Die offizielle Begründung für die 1420 begonnene Vernichtung war ein angeblich in Enns begangener Hostienfrevel, wo eine Mesnerin aus der St. Laurenzkirche Hostien entwendet und einem Ennser Juden namens Israel (Isserlein) und seiner Frau verkauft haben soll. Isserleins Frau verübte nach Folterungen im Gefängnis Selbstmord. Auf Befehl von Herzog Albrecht V. wurden die letzten Überlebenden der österreichischen Judengemeinden am 12. März 1421 auf der sogenannten Gänseweide in Wien-Erdberg vor den Augen der Bevölkerung lebendig verbrannt. Am 16. April 1421 wurde die in den angeblichen Hostienfrevel verwickelte Ennser Mesnerin in Wien-Erdberg verbrannt, vermutlich an derselben Stelle wie zuvor die Juden.

Blick von Osten über die Enns auf die Stadt (Stich von Georg Hufnagel aus dem Jahr 1617)

Enns war als Landeshauptstadt im Gespräch, doch fiel 1490 unter Kaiser Friedrich III. die Entscheidung für Linz. Unter Maximilian I. wurde hingegen Enns 1501 vorübergehend zum Sitz des Regiments für die niederösterreichischen Länder. Im Jahr 1502 nach Linz verlegt, übersiedelte das Regiment 1510 wieder nach Wien. Dennoch erlaubte Kaiser Maximilian I. 1501 den Ennsern den Bau einer Brücke über die Donau bei Mauthausen. Es war die erst vierte Donaubrücke in Österreich nach Wien, Stein und Linz. 1502 wurde die Brücke errichtet und sie bestand bis 1661.
Im 16. Jahrhundert wurde Enns protestantisch. 1532 standen die Türken vor Enns. Der Stadtturm, das heutige Wahrzeichen der Stadt, wurde 1564 bis 1568 unter Maximilian II. auf Wunsch der Ennser Bürger durch den Baumeister Hans von Matz als Glocken-, Wach- und Uhrturm gebaut. 1569/70 wurde die alte Ennsburg, die langsam zerfiel, zum Schloss Ennsegg um- und ausgebaut. Auch die um 1483 errichtete landesfürstliche Burg wurde in diesen Jahren erweitert. Das Siegeln mit rotem Wachs war der Stadt Enns ab 1594 mit der Erlangung des Rotsiegelprivilegs gestattet.
Die Ennser hatten unter dem Druck der Gegenreformation zu leiden. Die Einquartierung churbayrischen Kriegsvolkes und Steuerlasten forderten große Opfer von der Bürgerschaft. Dazu kam 1625 die Pest, die jeden 14. Einwohner dahinraffte. Als 1626 die Bauern die Stadt für 30 Tage belagerten, wurden zwei Drittel der Häuser stark beschädigt. Während des Erbfolgekriegs, den Erzherzogin Maria Theresia um ihre Erbländer zu führen hatte, wurde Enns im Jahr 1741 16 Wochen lang durch churbayrische und französische Truppen besetzt.
In den Napoleonischen Kriegen waren 1805 und 1809 französische Truppen in Enns einquartiert. Nach der Schlacht von Ebelsberg, das wenige Kilometer westlich von Enns liegt (und heute zum Stadtgebiet von Linz gehört), gab es vom 4. bis 6. Mai 1809 heftige Kämpfe an der Ennsbrücke. Napoleon war für drei Tage im Schloss Ennsegg einquartiert.
Nach diesen kriegerischen Zeiten folgte vom Vormärz an eine Zeit des Aufschwungs. Da man befürchtete, die Fuhrwerke könnten nicht mehr durchkommen, wurden 1845 bis 1849 die Stadttore abgebrochen, dann auch die Ringmauern bis auf heute noch sichtbare Reste entfernt. Seit am 15. Dezember 1858 die Kaiserin-Elisabeth-Bahn von Wien nach Linz (im August 1860 bis Salzburg und München verlängert) mit einer Station in Enns eröffnet wurde, ist die Stadt an die modernen Verkehrsnetze angebunden. Die Brunnen am Hauptplatz wurden um 1900 abgetragen.

### Zeitgeschichte und Gemeindeentwicklung
1938 wurde die Gemeinde Lorch mitsamt allen weiteren heutigen Ortschaften der Stadt eingemeindet.
Im Zweiten Weltkrieg befand sich in Enns ein Außenlager des KZ Mauthausen, in dem etwa 2000 KZ-Häftlinge zur Zwangsarbeit im Bunkerbau herangezogen wurden.
Enns lag von 1945 bis 1955 in der US-amerikanischen Besatzungszone; das östlich benachbarte Niederösterreich war von der Roten Armee besetzt. Die Enns bildete eine Zonengrenze, an der die sowjetischen Soldaten bis 1954 strenge Kontrollen durchführten und so manchen Reisenden verhafteten. Gemäß einem Interview mit Zeitzeugen Karl Haider aus St. Valentin-Raad schildert der Salzburger Autor Wolfgang Kauer das Kriegsende im Enns-Donau-Dreieck als abenteuerliche Erzählung, die Menschenschmuggel, sexualisierte Gewalt und Not thematisiert. 1945 ließen sich vertriebene Deutschböhmen, insbesondere aus Gablonz (Jablonec nad Nisou), nieder und begründeten die Siedlung Neugablonz.
In den 1960er Jahren wurde die West Autobahn errichtet. Sie verläuft mit einer Abfahrt (Enns Ost) südlich des Ennser Stadtzentrums. Im Oktober 2010 wurde die B 309-Anschlussstelle Enns West / Steyr eröffnet. Sie verbindet die Schnellstraße (B 309 nach Steyr) mit der West Autobahn (A 1) und der B 1. 2005 wurde die Schnellfahrtrasse der neuen Westbahn im Abschnitt um Enns errichtet; sie besitzt in Enns keine Station.

## Hauptort der Gemeinde: Stadt Enns

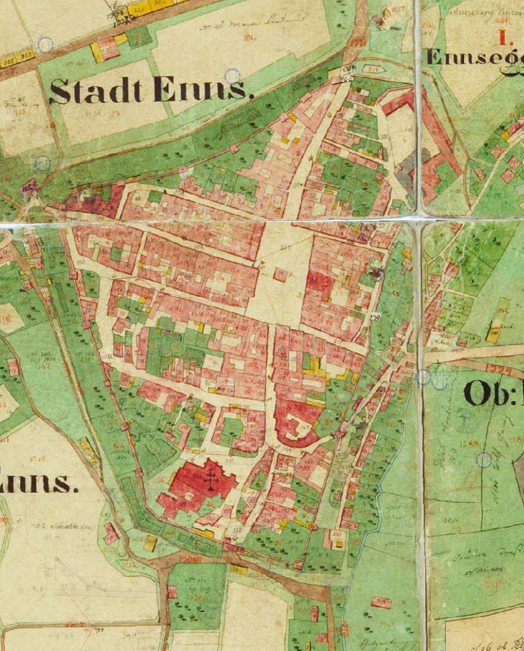
Stadt Enns, um 1830 (Franziszeische Landesaufnahme, heutige Altstadt)

Hauptort der Gemeinde ist die Stadt Enns selbst, die auch eine auch Ortschaft und Katastralgemeinde darstellt.
Der Ort Enns liegt auf dem nordöstlichen Hügelsporn des voralpinen Traun-Enns-Riedellands, etwas erhöht über dem Linzer Feld und Unteren Ennstal auf um die 280 m ü. A. Diese Ortslage umfasst die Altstadt auf dem Stadtberg (Ennsberg), den vorgelagerten Georgenberg (heute Schloßpark), und die rundumliegenden alten Vorstädte in der Flussniederung, diese auf um die 250 m ü. A. Diese Vorstädte sind Reintal (Ober-, Unter-Reintal) östlich an der Enns, Lerchental Ennsaufwärts, und Schmidberg westlich am Moosbachl (Bleicherbach). Die Altstadt befindet sich in den Grenzen der alten, heute noch teilweise erhaltenen Stadtmauern. Enns ist heute nurmehr ein Stadtteil der Stadtgemeinde. Ennsdorf, der alte Enns-rechtsufrige Brückenkopf der Stadt, gehört von alters her zu Niederösterreich.
Zur Ortschaft Enns gehören zusätzlich neben dem Raum Maria Anger (nach einer heute abgekommenen Kirche), dem Forstberg und der Siedlung Neugablonz im Süden, und den Lagen am Eichberg im Südwesten auch die Wohnanlage Severinusstraße bei der Lorcher Basilika – letztere befinden sich aber in der Katastralgemeinde Lorch (die Papstwiese aber in der KG Enns).
Die Katastralgemeinde Enns ist mit gut 970 Hektar noch umfassender und stellt das Stadtgebiet vor 1938 dar. Sie erstreckt sich im Nordwesten bis an das Nordufer der Donau bei der Ruine Spielberg (die heute zu Langenstein gehört), im Nordosten bis in die Flussmitte der Donau, im Osten entlang der Enns (teils mittig, teil an einem der Ufer), und im Süden bis zur Westautobahn (A1) und der Anschlussstelle Enns Ost. Dazu gehören auch die Ortschaft Enghagen an der Kristeinerbach-Mündung, die alte Überfuhr Enghagen am Tabor und der Enns-linksufrige Teil des Ennshafens.
Die Stadt im weiteren Sinne umfasst heute auch die Stadtteile Kristein, Einsiedl und Lorch, die im Raum zwischen Autobahn und der Trasse der Neuen Westbahn weitgehend mit Enns verwachsen sind – die anderen Orte der Gemeinde sind noch unabhängige Ortslagen.
| Lorch (O u. KG) Einsiedl                   | Langenstein (KG u. Gem., Bez. Perg) Enghagen (O) Maria Anger | Mauthausen (KG, Gem. Mauthausen, Bez. Perg) Enghagen am Tabor (O) Ennshafen (Enns u. Ennsdorf) Windpassing (KG, Gem. Ennsdorf, Bez. Amstetten, NÖ) Unter-Reintal |
| Kristein (O u. KG) Schmidberg              | Kompassrose, die auf Nachbargemeinden zeigt                  | Ennsdorf (O u. KG, Gem. Ennsdorf, Bez. Amstetten, NÖ) Ober-Reintal                                                                                               |
| Eichberg Ental (O) Rabenberg (O) Moos (KG) | Forstberg Hiesendorf (O u. KG)                               | Lerchental Thurnsdorf (O u. KG, Gem. St. Valentin, Bez. Amstetten, NÖ)                                                                                           |

## Kultur und Sehenswürdigkeiten

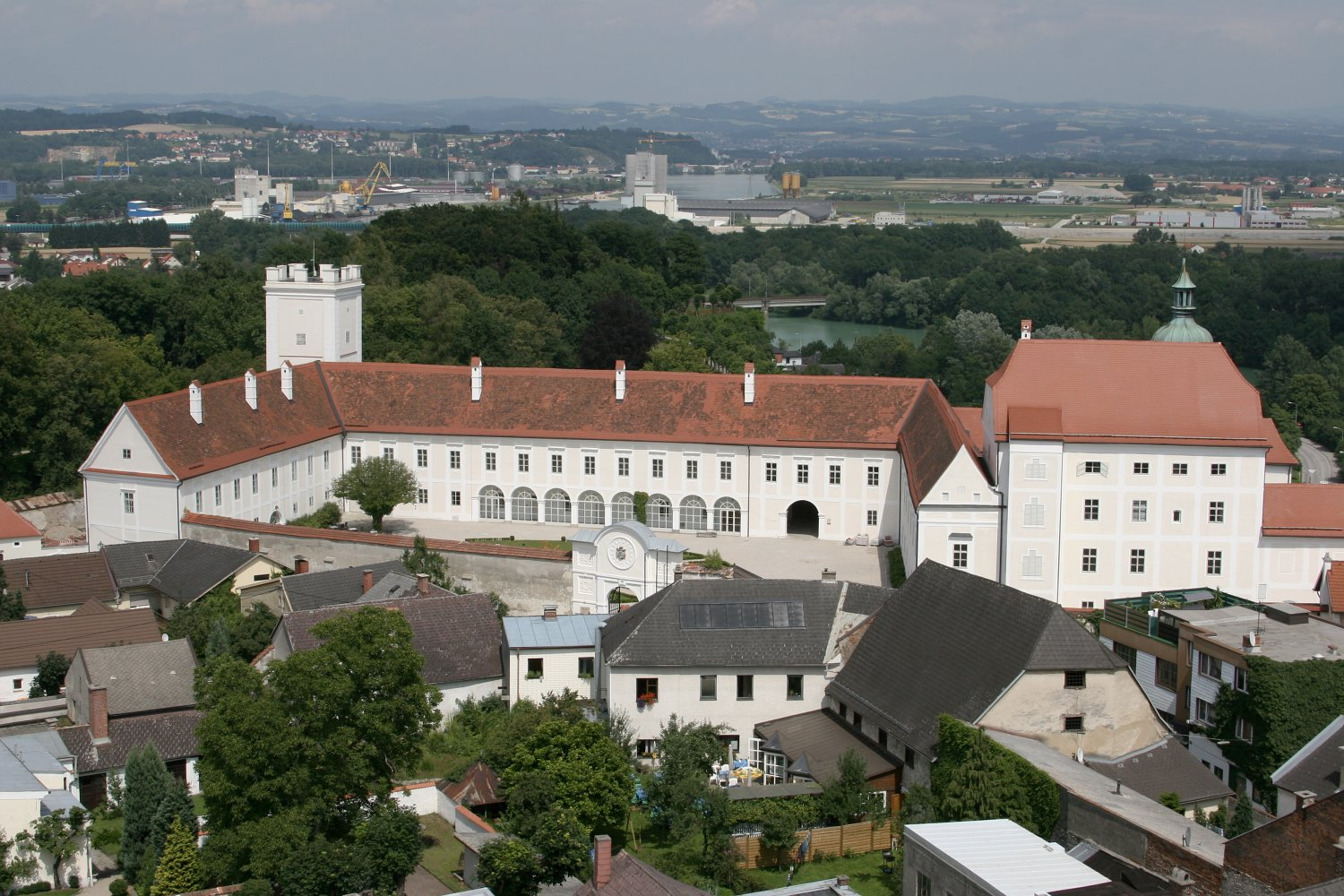
Schloss Ennsegg

Das Stadtbild von Enns ist durch Bauten der Renaissance und des Barock, mit Teilen einer mittelalterlichen Stadtbefestigung geprägt.
- Stadtbefestigungsreste von 1193
- Hauptplatz mit dem Stadtturm (1568)
- Schloss Ennsegg: erstmals genannt um 900, nach 1565 stark erneuert
- Alte Ennsburg, erste Burg auf dem Georgenberg (Enns)
- Neue Ennsburg, 1475 errichtete landesfürstliche Burg
- Pfarrkirche Enns-St. Marien: ab um 1270, Ehemalige Minoritenkirche vom Franziskanerkloster Enns, mit der Wallseerkapelle um 1350, eines der kunsthistorisch bedeutendsten Bauwerke der Gotik in Oberösterreich
- Bürgerspitalskirche, um 1300, heute evangelische Pfarrkirche
- Museum Lauriacum (Römermuseum am Hauptplatz von Enns), das seit 1965 den künstlerischen Nachlass von etwa 400 Werken des Medailleur und Bildhauers Arnold Hartig in Obhut genommen hat.

Weitere Baulichkeiten in der Gemeinde:

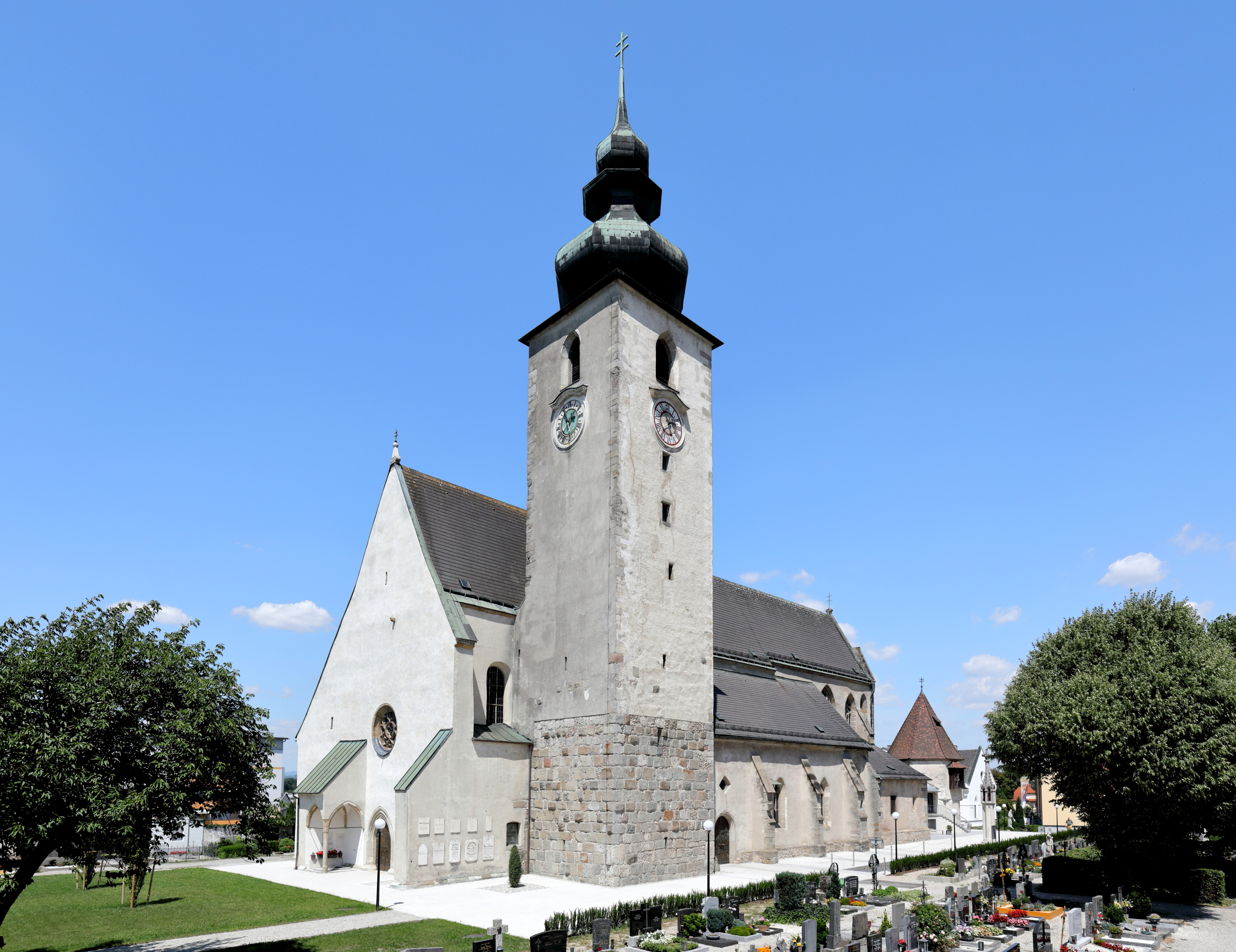
Pfarrkirche und Basilika St. Laurentius

- Basilika Enns-Lorch: mit den einzigen sichtbaren Ausgrabungen aus dem römischen Lauriacum
- Stadtbrunnen-Floriansbrunnen am Hauptplatz: Moderner 14-strahliger Springbrunnen aus Granit und Stahl von 1996. Die Granitplatten stellen Mühlsteine dar und erinnern an das Martyrium des heiligen Florian. Künstler ist Klaus Liedl.[15]

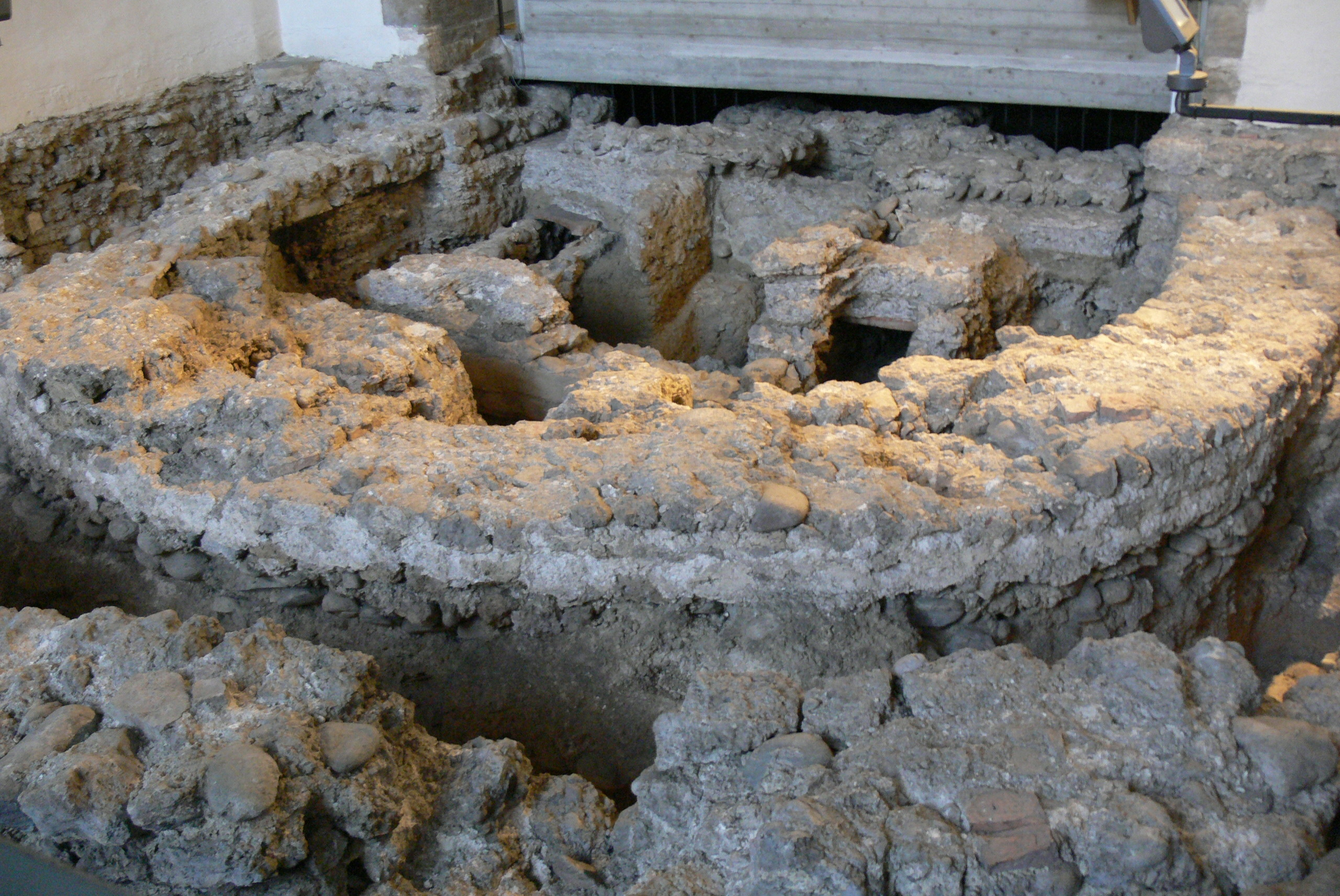
Basilika Enns-Lorch: römische Grundmauern
- Stadtbrunnen-Florianbrunnen (Video, 0:13)

## Wirtschaft und Infrastruktur

### Industrie
Nach 1980 wurden Chemische Industrie und der Ennshafen am Winkel des Zusammenfluss von Donau und Enns errichtet.

### Bildung
- Enns ist Sitz der Heeresunteroffiziersakademie (HUAk).
- In Enns gibt es eine Volksschule, zwei Neue Mittelschulen, eine polytechnische Schule und ein (Real-)Gymnasium.

### Kulturangebot
- Verein Zeit-Kult-Ur-Raum-Enns, Location Kulturzentrum'd'Zuckerfabrik[16]
- Theater im Hof, Enns: Seit 2006 in der k. u. k. Reithalle beheimatete Sommerbühne. Hat sich den Klassikern der Theaterliteratur verschrieben. Zeigte u. a. Romeo und Julia, Faust 1, Hamlet und Geschichten aus dem Wiener Wald.
- Theater Sellawie, Enns: Amateurtheater, Kellergewölbe des Schlosses Ennsegg[17]
- Mittelalter- und Kulturverein Civium Anasi – Ennser Bürgerschaft – Alle zwei Jahre im August  findet ein dreitägiges Mittelalterfest am Georgenberg (Schloßpark Enns) statt. Zusätzlich findet jedes Jahr, in der Nacht auf den 1. Mai  die Walpurgisnacht statt.[18]
- Musikverein Stadtkapelle Enns
- Trachtenverein Enns:
- Pfadfinder Enns[19]

### Sport und Freizeit
Enns verfügt über mehrere Sportvereine (Basketballklub, Fußballklub, Volleyballverein, zwei Tennisvereine, Faustballklub, Turnverein, Ausdauersportverein). Als Freizeitangebot bietet Enns eine Kletterwand und ein Freibad mit Sauna.

## Politik
Der Gemeinderat hat 37 Mitglieder.

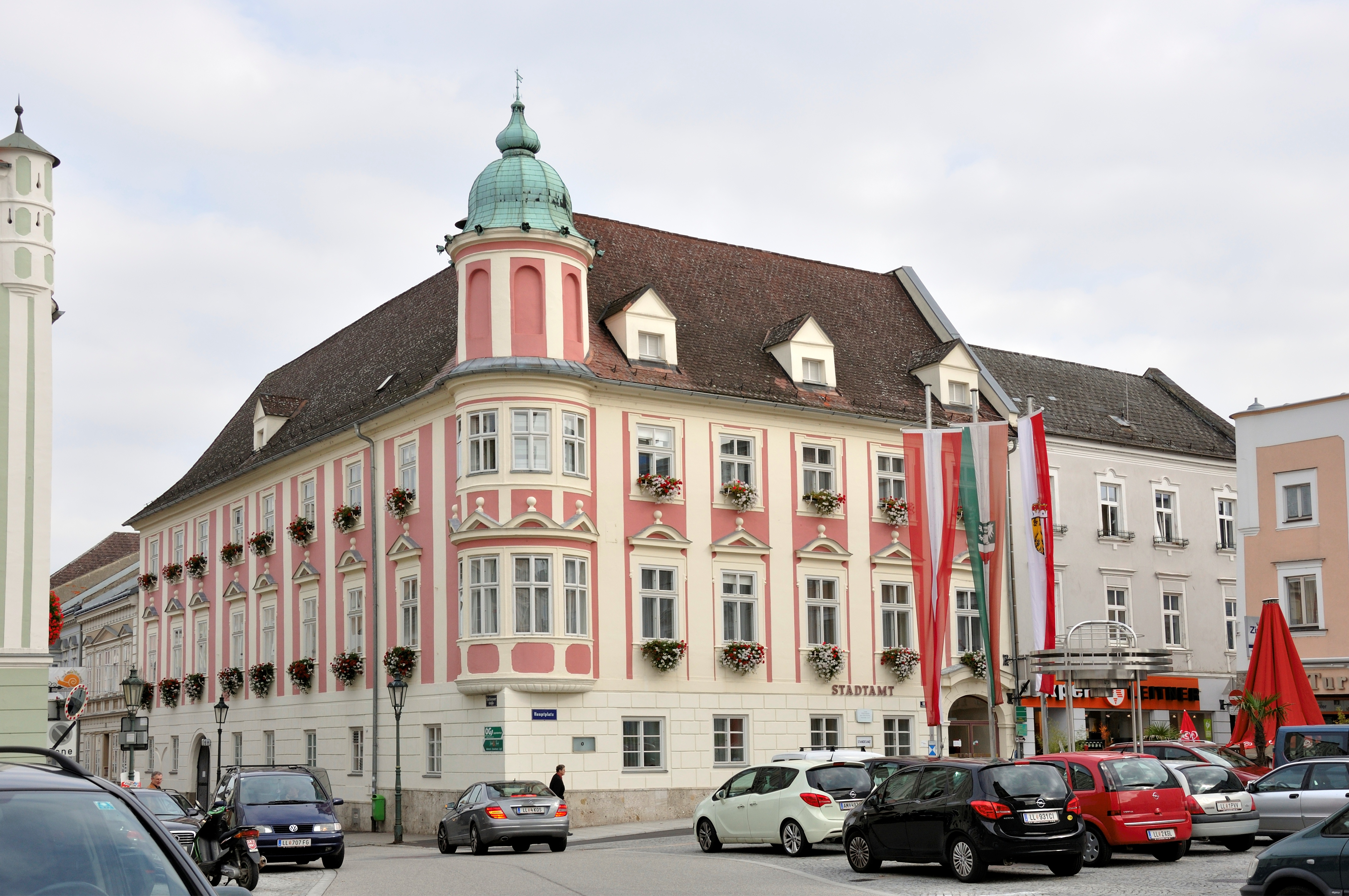
Amtshaus am Hauptplatz 11

- Mit den Gemeinderats- und Bürgermeisterwahlen in Oberösterreich 2003 hatte der Gemeinderat folgende Verteilung: 21 SPÖ, 12 ÖVP, 3 GRÜNE und 1 FPÖ.
- Mit den Gemeinderats- und Bürgermeisterwahlen in Oberösterreich 2009 hatte der Gemeinderat folgende Verteilung: 16 SPÖ, 12 ÖVP, 5 FPÖ und 4 GRÜNE.
- Mit den Gemeinderats- und Bürgermeisterwahlen in Oberösterreich 2015 hatte der Gemeinderat folgende Verteilung: 13 SPÖ, 10 ÖVP, 8 FPÖ, 5 GRÜNE und 1 NEOS.
- Mit den Gemeinderats- und Bürgermeisterwahlen in Oberösterreich 2021 hat der Gemeinderat folgende Verteilung: 16 SPÖ, 12 ÖVP, 4 GRÜNE, 4 FPÖ und 1 NEOS.[20][21]

### Bürgermeister
- 1945–1957 Josef Ziegler (SPÖ)
- 1957–1967 Josef Tischler (SPÖ)
- 1967–1979 Otto Gatterbauer (SPÖ)
- 1979–1987 Willibald Happl (SPÖ)
- 1987–1997 Friedrich Steinbichler (SPÖ)
- 1997–2021 Franz Stefan Karlinger (SPÖ)
- seit 2021 Christian Deleja-Hotko (SPÖ)

### Wappen

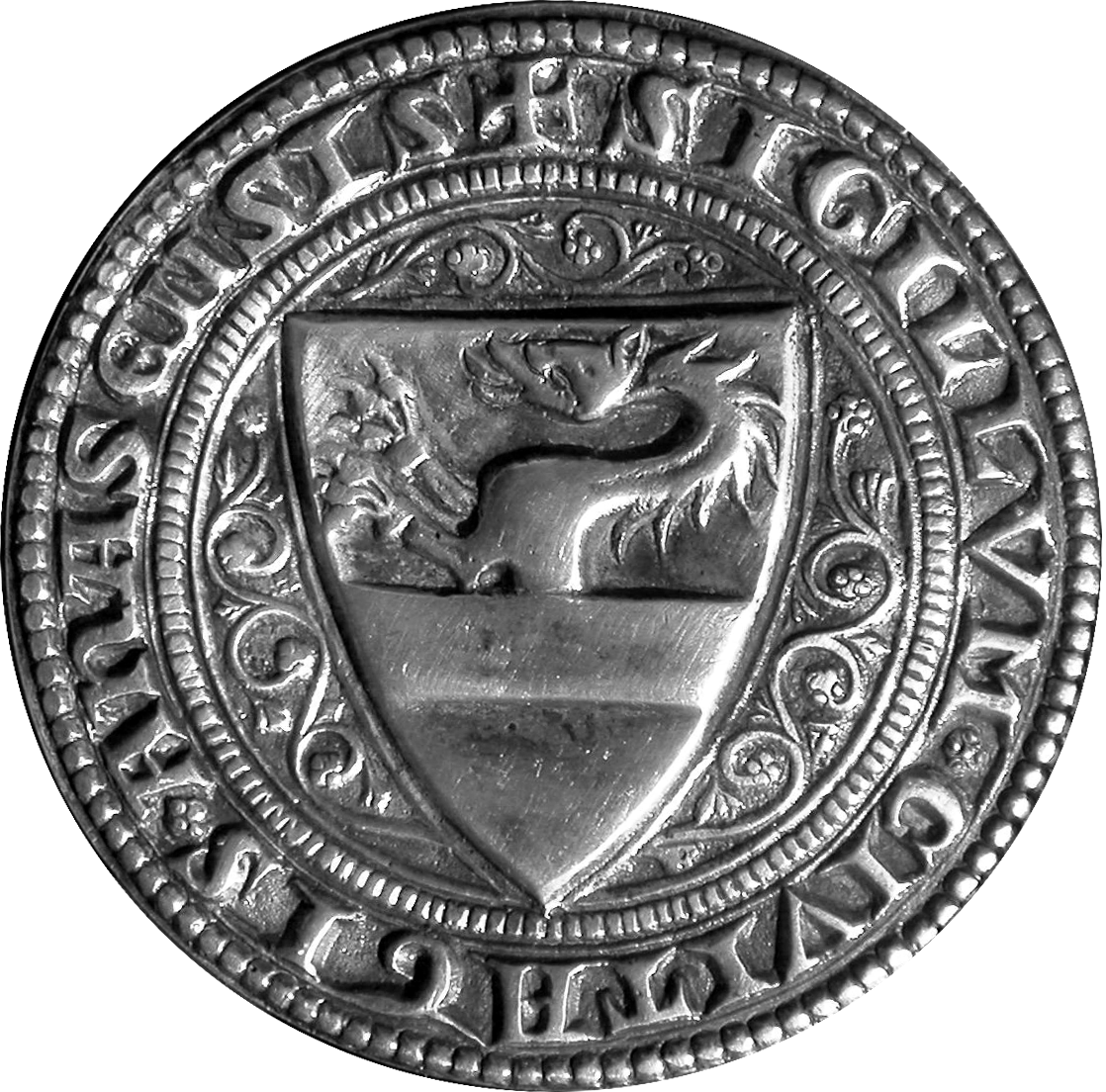
Siegel von Enns (Sigillum Civitatis Anasensis)

| | Blasonierung: „Geteilt; oben in Grün ein silberner, rot gewaffneter, wachsender Panther; unten von Silber und Rot geteilt. Die Gemeindefarben sind Grün-Weiß-Rot.“ |
| Wappenbegründung: Das Wappen erinnert an die 1186 in Enns ausgestellte Georgenberger Handfeste, den 1192 wirksam gewordenen Erbvertrag zwischen den Herzögen Ottokar IV. (Steiermark) und Leopold V. (Österreich) aus dem Hause Babenberg. Der obere Teil des Wappenschildes stellt die obere Hälfte des steirischen Wappens (des steirischen Panthers) dar, der untere Teil die untere Hälfte des österreichischen Bindenschildes Rot-Weiß-Rot. | |

### Regionalpolitik
- Die Stadt ist Mitglied der Cittàslow-Bewegung.[22]

### Städtepartnerschaften
- Zeltweg, Steiermark
- Dingolfing, Bayern (D), seit 17. Oktober 1965
- Ennsdorf, Niederösterreich, seit 2012

## Persönlichkeiten

### Ehrenbürger der Stadtgemeinde
- Carl Adam Kaltenbrunner (1804–1867), Dichter, Schriftsteller und Dialektforscher
- Herbert Kneifel (1908–2010), Arzt, Heimatforscher, Archivar und Lokalpolitiker
- Friedrich Mayr (1929–2019), Stahlschnittkünstler
- Gottfried Kneifel (* 1948), Journalist und Politiker
- Franz Stefan Karlinger (* 1962), Bürgermeister

### Söhne und Töchter der Stadtgemeinde
- Isserlein von Enns (ca. 1380–1421) jüdischer Geldleiher, Opfer eines antijüdischen Hostienschändungsvorwurfes
- Ulrich von Pottenstein (verstorben 1416/17), Dechant und Pfarrer in Enns 1412–1416/17 und theologischer Schriftsteller
- Hans von Matz (ca. 1510/20–1580), Baumeister des Stadtturms
- Josef Hafner (1799–1891), Farblithograf
- Osvald Polívka (1859–1931), Architekt
- Gustav Gugenbauer (1889–1980), Kunsthistoriker
- Vilma Eckl (1892–1982), Malerin
- Johannes Krejci (1912–1997), Maler
- Hanna Hager (1916–1997), Politikerin (SPÖ) und Wirtschaftsleiterin
- Josef „Beppo“ Mauhart (1933–2017), Manager, Präsident des Österreichischen Fußballbundes
- Wilhelm Neuwirth (1941–2021), römisch-katholischer Ordensgeistlicher
- Gottfried Kneifel (* 1948), Journalist und Politiker
- Heidi Baratta (* 1952), Schauspielerin und Malerin
- Norman Hacker (* 1962), Schauspieler
- Markus Binder (* 1963), Musiker und Autor
- Viktor Gernot (* 1965), Sänger, Kabarettist, Schauspieler, Musicaldarsteller, Moderator
- Ulla Pilz (* 1967), Rundfunk-Journalistin, Sängerin und Musikvermittlerin

### Personen mit Bezug zur Stadtgemeinde
- Christine Haberlander (* 1981), Politikerin, Landeshauptmann-Stellvertreterin (ÖVP)
- Philipp Kroiss (* 1988), Volleyball-Nationalspieler